# Eschbachtal (Hessen)

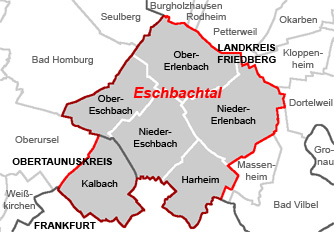
Lage und Ausdehnung der geplanten Gemeinde Eschbachtal

Eschbachtal war eine geplante Gemeinde im Gebiet zwischen Bad Homburg, Bad Vilbel und Frankfurt am Main, die Anfang der 1970er Jahre während der Gebietsreform in Hessen durch den Zusammenschluss der sechs Gemeinden Harheim, Nieder-Erlenbach, Nieder-Eschbach, Ober-Erlenbach und Ober-Eschbach (alle Landkreis Friedberg) sowie Kalbach (Obertaunuskreis) entstehen sollte. Als Sitz der Gemeindeverwaltung war Nieder-Eschbach vorgesehen; auch eine Ringbuslinie zwischen den Ortsteilen war bereits geplant.
Harheim entschied sich schließlich jedoch gegen das Projekt, sodass der Plan aufgegeben wurde. Am 1. August 1972 gingen Harheim, Kalbach, Nieder-Erlenbach und Nieder-Eschbach daraufhin – teilweise gegen erheblichen Widerstand von Politik und Bevölkerung – als Stadtteile in der kreisfreien Stadt Frankfurt am Main auf, Ober-Erlenbach und Ober-Eschbach schlossen sich Bad Homburg im neu gebildeten Hochtaunuskreis an.
Heute leben auf dem Gebiet der geplanten Gemeinde Eschbachtal mehr als 40.000 Menschen. Bestehende, wenn auch sicherlich unbewusste Reminiszenzen an die geplante Gemeinde sind der Name der Grundschule Ober-Eschbach, die 2004 in Grundschule im Eschbachtal umbenannt wurde, sowie die Namen der Straßen Im Eschbachtal in Ober-Eschbach und Am Eschbachtal in Harheim. Darüber hinaus ist der Pfarreienverbund Erlenbach-Eschbach im katholischen Bistum Mainz nahezu deckungsgleich mit dem Gebiet der geplanten Gemeinde.